# Нове Вікрово
Нове Вікрово (пол. Nowe Wikrowo, нім. Klein Wickerau) — село в Польщі, у гміні Ґодково Ельблонзького повіту Вармінсько-Мазурського воєводства.
У 1975-1998 роках село належало до Ельблонзького воєводства.